# Nukleotid
Nukleotider är de molekylära byggstenar som nukleinsyrorna (DNA och RNA) är uppbyggda av. Nukleotider är fosforylerade nukleosider. En nukleotid består av:
1. en kvävebas (en purin eller en pyrimidin)
2. en sockermolekyl (deoxiribos i DNA, ribos i RNA) och
3. en eller flera fosfatgrupper

Puriner är någon av
- adenin (A) eller
- guanin (G)

och pyrimidiner är någon av
- cytosin (C) eller
- tymin (T) (endast i DNA) eller
- uracil (U) (endast i RNA)

Nukleotider spelar också en viktig roll i cellens energilagring och energitransport exempelvis i form av ATP, och som prostetiska grupper i vissa enzym, som till exempel glukosoxidas och luciferas.
Nukleotider är nukleosidernas fosfatestrar och bildas då fosforsyra får reagera med någon av de fria OH-grupperna i nukleosidens ribosdel. När den ingående sockerarten är ribos - som i adenosinfosfat - kallas nukleotiderna ribonukleotider.